# Теклино (Черкасская область)
Теклино (укр. Теклине) — село в Смелянском районе Черкасской области Украины.
Почтовый индекс — 20723. Телефонный код — 473393.

## Население
Население по переписи 2001 года составляло 605 человек.

### Языковой состав
Родной язык населения по данным переписи 2001 года:
| Язык       | Численность, чел. | Доля     |
| ---------- | ----------------- | -------- |
| Украинский | 591               | 97,69 %  |
| Русский    | 11                | 1,82 %   |
| Другое     | 3                 | 0,49 %   |
| Итого      | 605               | 100,00 % |

## Местный совет
20721, Черкасская обл., Смелянский р-н, с. Балаклея, ул. Независимости, 2